# Delphinium kitianum
Delphinium kitianum là một loài thực vật có hoa trong họ Mao lương. Loài này được Ilarslan mô tả khoa học đầu tiên năm 1990.